# Nistermühle

Die Nistermühle

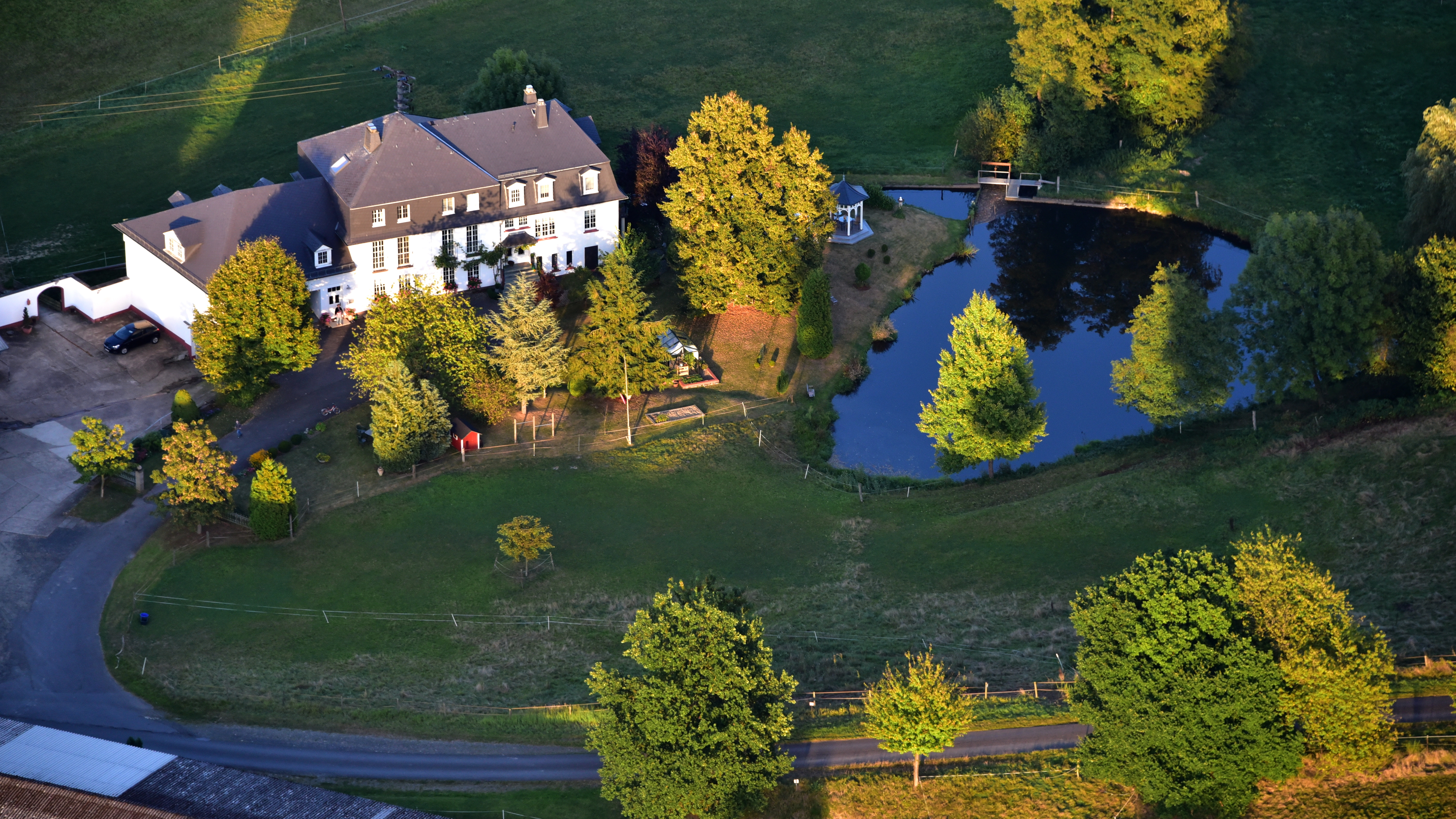
Nistermühle, Luftaufnahme (2016)

Die Nistermühle ist eine ehemalige Wassermühle im Tal der Nister nördlich der Stadt Hachenburg im Westerwald, Rheinland-Pfalz (Deutschland).

## Geographische Lage
Die Nistermühle liegt zwischen Hachenburg, der Gemeinde Nister und dem Zisterzienserkloster Marienstatt, das sich zwei Kilometer stromabwärts der Nister befindet. An der Nistermühle vorbei führen der historische Mühlenwanderweg durch die Kroppacher Schweiz und der Fernwanderweg Westerwaldsteig.

## Geschichte
Das erste Mal urkundlich erwähnt wurde die Nistermühle 1234 im Zusammenhang mit einer Schenkung des Grafen Heinrich III. von Sayn und seiner Frau Mechthild von Landsberg in Form von jährlich 20 Malter Weizen an das Kloster Marienstatt.
Die Nistermühle war herrschaftliche Bannmühle und zu ihr gebannt waren die Ortschaften Altstadt, Hachenburg, Müschenbach und Nister. Im saynischen Herrschaftsgebiet gab es noch drei weitere Bannmühlen, aber einzig der Nistermühle war es erlaubt, gebeuteltes Mehl herzustellen. Alle anderen durften das Korn nur schroten. Nach dem Tod von Heinrich III. erneuerten die Erben, Graf Johann von Sponheim und sein Sohn Gottfried von Sayn, im Jahre 1255 die Schenkung von 20 Malter Weizen an das Kloster Marienstatt. Unter Graf Johann II. von Sayn-Sayn hatten sich Schulden gegenüber dem Kloster Marienstatt so angehäuft, dass im Jahre 1298 die Nistermühle bis zur Tilgung der Schulden dem Kloster zur Nutzung übertragen wurde.
Im Jahre 1481 wurde wieder eine Pitanz durch den Grafen von Sayn an das Kloster Marienstatt gestellt. So wies Graf Gerhard II. von Sayn-Sayn dem Kloster jährlich sechs Malter Weizen an.
Das Recht auf diese Schenkung hatte sich das Kloster dann zunächst 1738 gegen den Müller Johann Henrich von der Nistermühle und später 1749 vor dem Reichskammergericht gegen den damaligen Besitzer der Nistermühle Georg Friedrich Burggraf von Kirchberg, Graf von Sayn-Hachenburg, einklagen müssen.

Konrad-Adenauer-Gedenktafel an der Nistermühle

Da die Mühlen in der Grafschaft gegen Ende des 18. Jahrhunderts technisch veraltet waren und die Müller mit der Herstellung von Weiß- und Breimehl Schwierigkeiten hatten, holte Johann August Burggraf von Kirchberg, der letzte von Hachenburg aus regierende Graf der Grafschaft Sayn-Hachenburg, den Mühlenbauer Georg Streubner aus Thüringen. Der Graf nahm die Nistermühle unter direkte Verwaltung und betraute dann anstelle eines Pächters Georg Streuber mit der Bewirtschaftung der Mühle.
Im 19. Jahrhundert stellte eine Familie Schütz die Müller auf der Nistermühle, zunächst als Pächter und später dann als Besitzer. Gustav Schütz erstritt sich 1868–1873 in einem Prozess gegen den Fiskus die Anerkennung einer Entschädigungsforderung für die aufgehobenen Bannrechte. Seit 1873 war die Nistermühle dann im Privatbesitz.
Anfang des 20. Jahrhunderts wechselte die Nistermühle den Besitzer. Nachdem er die Mühle 1893 geerbt hatte, verkaufte sie Wilhelm Schütz 1902 an Josef Roedig. Elf Jahre später, am 31. März 1913, brannte die Nistermühle fast vollständig ab. Josef Roedig baute aber noch im selben Jahr die Mühle wieder auf. Die Mühle erhielt in diesem Zuge Wasserkraft und Elektrizität sowie maschinelle Einrichtungen auf dem damals neuesten Stand.
Im September 1944 versteckte die Familie Roedig Konrad Adenauer, den späteren ersten Bundeskanzler der Bundesrepublik Deutschland, vor der Gestapo. Die Familie Roedig war mit den Adenauers befreundet und Josef Roedig war, wie Adenauer, Mitglied der Zentrumspartei. Adenauer wohnte dort unter dem Decknamen Dr. Weber, bis er am 25. September 1944 von der Gestapo verhaftet wurde. An dieses Ereignis erinnert eine Gedenktafel, die 1976 an der Nistermühle angebracht wurde.
1960 kaufte die Familie Victor die Nistermühle von Maria Bonacker Dreislar. Unter Roswita und Otto Victor wurde die Nistermühle dann zu einem landwirtschaftlichen Betrieb umgebaut. Die zur Mühle gehörenden Ländereien wurden erweitert und der Viehbestand aufgestockt. Zudem wurde auf der Nistermühle ein Reitbetrieb etabliert, der auch Sitz des 1973 gegründeten Reit-, Fahr- und Zuchtverein Hachenburg e. V. ist.

## Heutiger Betrieb
Der Mühlenbetrieb wurde in den fünfziger Jahren eingestellt und der Mühlentrakt der Nistermühle in ein Wohngebäude umgebaut. Die seit mindestens dem Jahr 1234 bestehenden Wasserrechte werden aber weiterhin genutzt. So wird durch eine Kleinwasserkraftanlage die Nistermühle mit Strom versorgt und überschüssiger Strom ins Netz eingespeist. Die Wasserkraft besteht aus einer Francis-Turbine, die 1976 erneuert wurde, und einem Asynchrongenerator, der 1961 einen Synchrongenerator ersetzte.